# Ekehard iz Aure
Ekehard iz Uraha je bio nemački monah, pisac koji svojim delom obuhvata period krstaških ratova.
Iako nije učestvovao u krstaškom ratu, posetio je sva „sveta mesta“. U povratku za Nemačku doživeo je razne peripetije. Kada je stigao 1105. svrstao se u tabor neprijatelja cara Henariha IV. 1112. godine postao je opat manastira Aura. Tu je napisao Hroniku koja obuhvata period do 1114. godine i ima izvornu vrednost za poslednje godine vladavine Henriha IV i početak vladavine Henriha V. Delo sadrži Ekehardova lična zapažanja i podatke iz ranijih hronika koje je Ekehard namontirao na izlaganje jednog ranijeg dela.
Godine 1117. izdvojio je iz teksta opis krstaškog rata. Proširio ga je i prezentovao kao samostalno delo pod imenom Hierorolymita. Mada je Ekehard prilično naivan čovek njegovo delo je ipak od značaja za istoriju.